# Södermanlands runinskrifter 235
Södermanlands runinskrifter 235 är en runsten belägen i Sorunda socken på Södertörn söder om Stockholm. Stenen står i Västerby vid en trevägskorsning nära gränsen till Grödinge socken och den så kallade Brötastenen.
Stenen omnämns av Sorundas präst Erland Dryselius år 1685 men den tecknades aldrig av. Den var sedan en av tre runstenar som runkännaren Richard Dybeck upptäckte i Sorunda under andra halvan av 1800-talet. De andra två var Sö 216 och Sö 218. Området runt stenen användes då som en ytlig grustäkt och stenen bestod då av tre delar, där de två andra var mindre fragment. Dessa fragment har sedan försvunnit, men det mindre fanns kvar vid stenen år 1900 när Erik Brate fotograferade den.

## Stenen

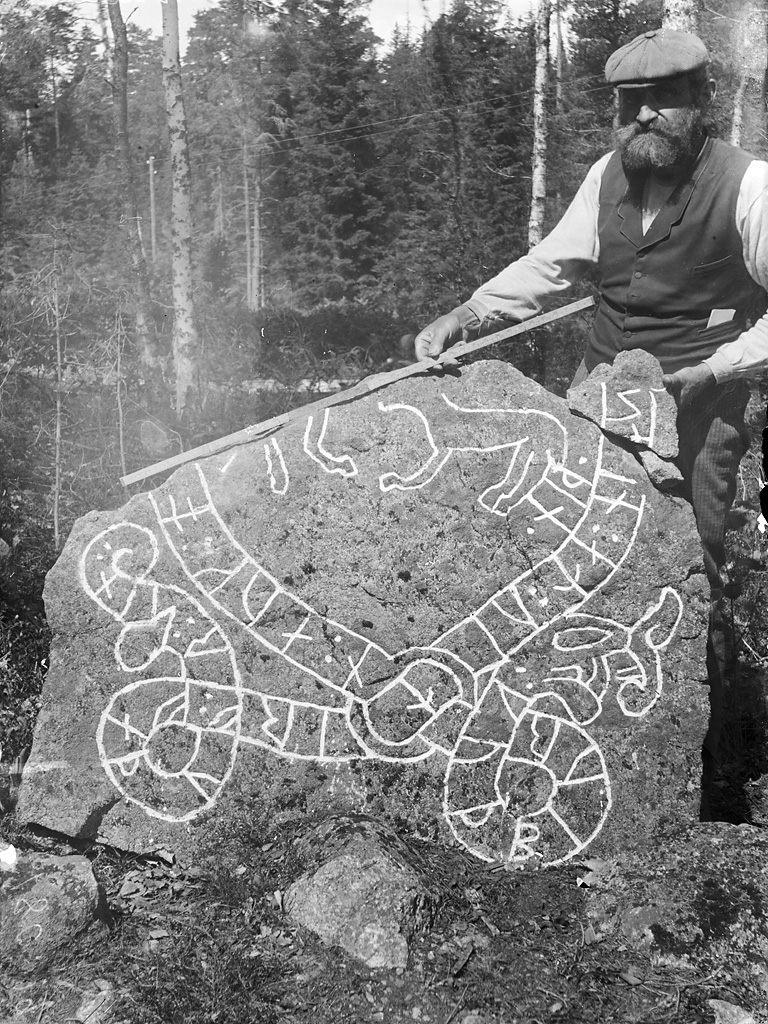
Runstenen fotograferad år 1900 av Erik Brate.

Stenen är av grå granit och en större del av toppen saknas. Den är i befintligt skadat skick 1 meter hög, 1,2 meter bred i basen och har en tjocklek på 3 decimeter. Den uppskattas ha varit 2 meter hög i ursprungligt utförande. Runornas höjd är mellan 8 och 11 centimeter.

## Inskription
Fonetisk transkription, det som står inom hakparentes är hämtat från det försvunna fragmentet som Rickard Dybeck dokumenterade:

× kuþbiurn + auk + o...[n + litu + ... sta]in +* þin * at + uitirf + faþur + sin *
Transkription:

Guðbjôrn ok ... létu [reisa] stein þenna at Védjarf, fôður sinn.
Tolkning:

Gudbjörn och O-... lät resa denna sten efter Vidjärv, sin fader